# Ectroma semifacta
Ectroma semifacta är en stekelart som beskrevs av De Santis 1972. Ectroma semifacta ingår i släktet Ectroma och familjen sköldlussteklar. Inga underarter finns listade i Catalogue of Life.